# Protarchaeopteryx
Protarchaeopteryx ("předchůdce archeopteryxe") byl jedním z prvních objevených opeřených dinosaurů. Jednalo se o malého zástupce skupiny Oviraptorosauria, žijícího v období spodní křídy na území současné Číny. Navzdory svému rodovému jménu není blízce příbuzný populárnímu pozdně jurskému evropskému "praptákovi" rodu Archaeopteryx (navíc žil zhruba o 25 milionů let později a nemohl by tak být jeho předkem).

## Popis

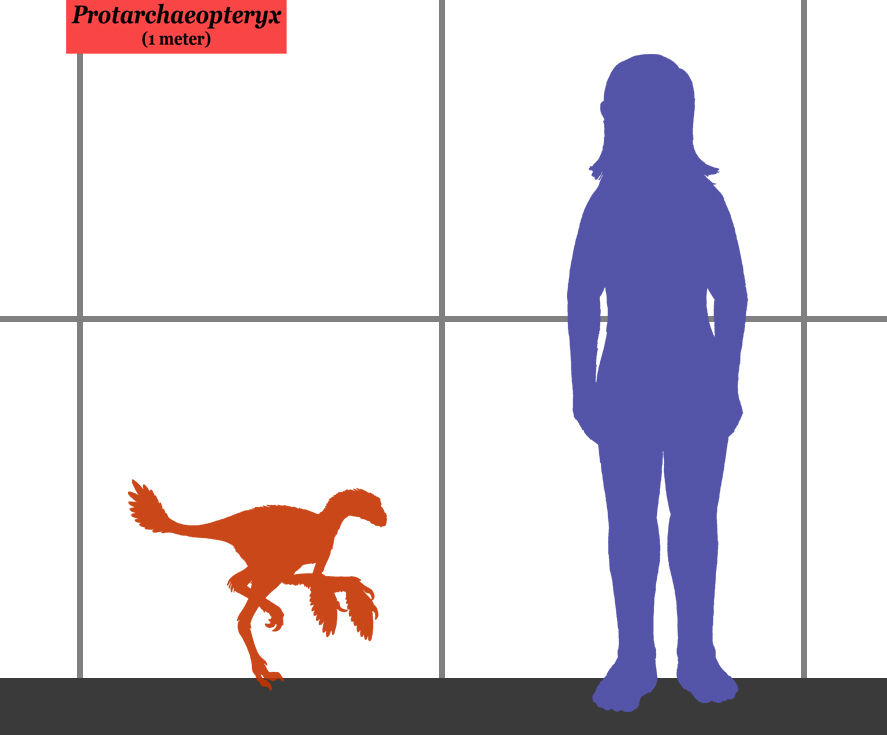
Protarchaeopteryx - velikost v porovnání s člověkem.

Protarchaeopteryx dosahoval sotva velikosti krocana (odhadovaná délka činí asi 70 cm, hmotnost pouze kolem 1,6 kg) a žil v období spodní křídy (asi před 125 miliony let) na území dnešní severovýchodní Číny. Patřil mezi zvláštní skupinu teropodů známou jako Oviraptorosauria. Peří tohoto rodu bylo dobře vyvinuto, ale nesloužilo zřejmě k letu. Protarchaeopteryx byl pravděpodobně všežravý nebo býložravý. Na základě struktury jeho peří byl s největší pravděpodobností nelétavý, dokázal ale poměrně rychle běhat.
Tito opeření dinosauří obývali vysoko položené ekosystémy v nadmořské výšce asi 3000 až 4000 m n. m.